# Bees Airline
Bees Airline ― бывшая украинская бюджетная авиакомпания. Базировалась в аэропорту Жуляны города Киев.

## История
Авиакомпания основана в 2019 году. 22 февраля 2021 года в Государственный реестр гражданских воздушных судов Украины были занесены первые воздушные суда перевозчика. 13 марта 2021 года Госавиаслужба Украины выдала сертификат эксплуатанта новому перевозчику. 18 марта 2021 состоялся первый полёт в Египет. После начала полномасштабной российско-украинской войны авиакомпания временно остановила все рейсы.
Из-за военного положения на территории Украины и закрытия воздушного пространства Украины все рейсы с 24 февраля 2022 года были отменены. Летом 2022 года сертификат эксплуатанта (AOC) авиакомпании был отозван из-за отсутствия воздушных судов. В 2024 году бренд Bees был восстановлен под румынским сертификатом эксплуатанта (AOC), базирующимся в Бухаресте, Румыния. В настоящее время украинское подразделение бренда Bees приостановлено до окончания военного конфликта в стране и повторного открытия украинского воздушного пространства. Компания Bees объявила о запуске нескольких регулярных маршрутов из Бухареста, Сучавы и Кишинева к направлениям в Греции, Италии, Германии и Израиле летом 2024 года, используя самолет Airbus A320 YR-BUZ, в отличие от предыдущей модели бизнеса, которая основывалась исключительно на B737-800.

## Полёты
Выполняет регулярные и чартерные (как туристические на регулярной основе так и разовые заказные) международные и внутренние авиарейсы. 

#### Регулярные авиарейсы из Киева
Грузия: Тбилиси (3 раза в неделю), Батуми (5 раз в неделю)
 Армения: Ереван (2 раза в неделю)
 Греция:  Араксос (раз в неделю), Ираклион (трижды в неделю), Родос (дважды в неделю)
 Болгария: Варна (раз в неделю), Бургас (дважды в неделю)
 Кипр: Ларнака (трижды в неделю)

#### Регулярные авиарейсы из регионов Украины
Грузия: Херсон-Тбилиси-Херсон (дважды в неделю)с 3 сентября Николаев-Тбилиси-Николаев, 
 Греция: Львов-Родос-Львов (раз в 10 дней)
 Армения: Одесса-Ереван-Одесса (дважды в неделю).

#### Чартерные авиарейсы
Черногория: Черногория: Киев-Тиват-Киев (2 раза в неделю)
 Египет: Киев-Шарм-ель-Шейх (3 раза в неделю), Киев-Хургада-Киев (2 раза в неделю), Киев-Марса-Алам-Киев (3 раза в неделю)
 Турция: Киев-Анталья-Киев (11 раз в неделю)

Львов-Анталья-Львов (2 раза в неделю), Херсон-Анталья-Херсон (2 раза в неделю), Харьков-Анталья-Харьков (2 раза в неделю), Львов-Марса-эль-Алам-Львов (1 раз в неделю)